# Pegasomyia
Pegasomyia is een vliegengeslacht uit de familie van de dazen (Tabanidae).

## Soorten
- P. abaureus (Philip, 1941)
- P. ruficornis (Bigot, 1892)